# Bessatsu Shōnen Magazine
Bessatsu Shōnen Magazine (別冊少年マガジン Bessatsu Shōnen Magajin) és una revista mensual japonesa de gènere shōnen publicada per l'editorial Kōdansha. La revista va llançar-se al mercat el 10 de setembre de 2009 com a extensió d'una altra revista, la Weekly Shōnen Magazine. És la segona revista mensual d'aquest gènere de l'editorial, després de la Monthly Shōnen Magazine.

## Mangues
Els mangues que es publiquen o s'han publicat en aquesta revista són els següents:
| - Dōbutsu no Kuni - Arashi no Densetsu - Shingeki no Kyojin - Chōjin Gakuen - Countrouble - Aku no Hana - Grigori - Half & Half - Arslan Senki - Hōrai Girls - Joshiraku - Kami-sama no iu toori - Katsuke Kami Datta Kemono-tachi e - Kirikiri - Koi Shinobu | - Loveplus Rinko Days - Mardock Scramble - Mibu Gishiden - Negiho - Neko-ane - Pochi - Poor Poor? - Roman Sanjūsō - Sankarea: Undying Love - Sonna Mirai wa Uso de Aru - Suzunari! - Ayanishi Jinkichi Kibunroku - Tenshi no Tobito - Vanilla Spider - Wizardry ZEO |